# IU (певица)
Ли Джиын (кор. 이지은?, 李知恩?; англ. Lee Ji-Eun; род. 16 мая 1993, Кёнгидо), более известная как IU (кор. 아이유 — читается как Айю), — южнокорейская певица, автор песен, модель и актриса. В 2007 году она подписала контракт с LOEN Entertainment и начала свою музыкальную карьеру в возрасте 15 лет с дебютным альбомом Lost and Found. Её последующие альбомы, Growing Up и IU…IM, принесли ей огромный успех, но именно песня «Good Day» ведущий сингл с её альбома Real, она смогла достичь национальной славы.
С успехом её альбомов 2011 года, Real и Last Fantasy, IU зарекомендовала себя как грозная сила в музыкальных чартах своей родной страны и далее закрепила образ девочки по соседству как «младшая сестричка» Кореи. Третий полноформатный альбом IU Modern Times (2013) продемонстрировал более зрелый стиль, который был отходом от её установленного девичьего образа, с несколькими треками, достигающими 10 лучших позиций в цифровом чарте Gaon. В то время как её последующие релизы, включая альбомы A Flower Bookmark, Chat-Shire и Palette, продолжали отклоняться от основного стиля K-pop, IU сохранила свое доминирование в музыкальных чартах. Она впервые выступила в качестве лирика и продюсера для своего альбома Chat-Shire.
IU выпустила четыре студийных альбома и девять мини-альбомов, забив три альбома номер один и двадцать синглов номер один в музыкальных чартах Gaon. Как один из самых продаваемых сольных исполнителей в индустрии K-pop, которой доминирует над бой-бендами и гёрл-группами, она была включена в ежегодный список знаменитостей журнала Forbes с 2012 года, достигнув пика рейтинга номер три в 2012 году. Billboard признал IU лидером своего чарта Korea K-Pop Hot 100 с самыми популярными песнями и артистом, который занимал позицию номер один в течение большинства недель. Согласно опросу Gallup Korea, она была самым популярным айдолом и артистом в 2017 году.
Помимо своей музыкальной карьеры, IU также проводила радио-и телевизионных шоу, а также снималась в дорамах. После её второстепенной роли в подростковой дораме «Одержимые мечтой» и незначительных появлениях в нескольких телесериалах, IU снялась в «Ты Лучшая Ли Сунси!», «Красавчик», «Продюсер», «Лунные Влюблённые: Алые Сердца: Корё», «Мой Аджосси», «Персона» и «Отель дель Луна». Дорама «Лунные Влюблённые: Алые Сердца: Корё» принесла ей огромный успех в актёрской сфере. На данный момент она является одной из самых популярных корейских актрис и имеет прозвище «Богиня Халлю».

## Биография

### Ранняя жизнь
Ли Джиын родилась 16 мая 1993 года в Кёнгидо, Республика Корея. С ранних лет она мечтала о карьере в индустрии развлечений и даже начала посещать курсы актёрского мастерства. Но вскоре после окончания начальной школы, финансовое положение семьи девушки резко ухудшилось, и семье пришлось переехать в Ыйджонбу, провинция Кёнгидо. На протяжении одного года Джиын и её младший брат жили отдельно от родителей, в небольшой однокомнатной квартире, вместе с бабушкой и кузенами.
Во время обучения в средней школе Джиын открыла в себе талант к пению. После успешного участия в школьном музыкальном конкурсе, девушка захотела начать профессиональную карьеру. За время поисков подходящего музыкальной издательской компании она успела провалить более двадцати прослушиваний, и столкнуться с поддельным агентством талантов. До прихода в LOEN Entertainment в 2007 году Джиын тренировалась в Good Entertainment вместе с другими будущими певицами: Юи, Юбин, Хо Га Юн и Чон Хё Сон. После подписания контракта с LOEN, она морально готовилась к многолетним тренировкам и дебюту в составе девичьей группы, но спустя десять месяцев девушка смогла дебютировать сольно. До дебюта Джиын получила сценическое имя «IU», произошедшее от фразы «I and You» (Я и Ты), что символизирует «силу, объединяющую людей с помощью музыки».
Начало музыкальной карьеры сказалось негативно на школьной посещаемости и оценках девушки. После окончания Dongduk Girls' High School в 2011 году IU не стала продолжать дальнейшее обучение, решив сосредоточиться на своей творческой деятельности.

### 2008—2009: Начало карьеры

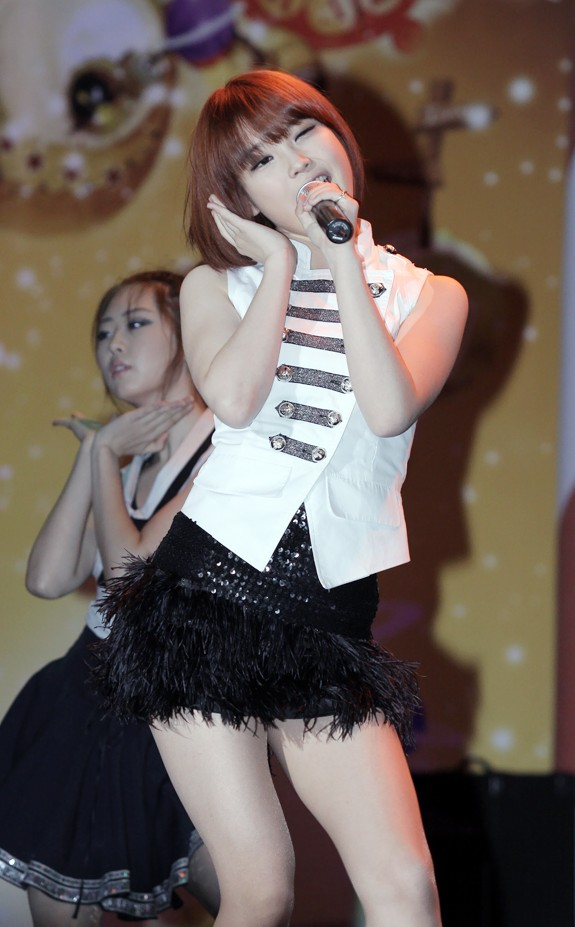
IU выступает с песней «Boo» 29 октября, 2009.

18 сентября 2008 года IU дебютировала на сцене музыкального шоу M! Countdown с синглом «Lost Child», позднее вошедшим в дебютный мини-альбом Lost and Found. Мини-альбом был представлен 24 сентября и завоевал награду в номинации «Новичок месяца» от Министерства культуры, спорта и туризма в ноябре 2008. Тем не менее, релиз не стал коммерчески успешным. Как позднее призналась сама IU в одном из интервью: «Мой первый альбом провалился, но я благодарна за это. Если бы я стала успешной сразу после дебюта, то не познакомилась бы с такими замечательными людьми, окружающими меня в настоящее время, и не ощутила бы вкус сегодняшней популярности».
23 апреля 2009 певица представила свой первый полноформатный альбом Growing Up с заглавным треком «Boo». Промоушен начался на следующий день с выступления на музыкальном шоу KBS2 Music Bank. Песня «Boo» стала полной противоположностью «сильной» и «темной» балладной композиции «Lost Child». Все от танцевальной хореографии до сценических костюмов и прически демонстрировало молодость и миловидность певицы, претерпев «стратегическое» преображение. Несмотря на положительные отклики со стороны аудитории, пятнадцатилетняя девушка позже рассказала, что чувствовала себя довольно неловко в новом образе.
В конце 2009 года IU выпустила второй мини-альбом IU…IM. Свой промоушен с заглавной композицией «Marshmallow» певица начала с 13 ноября. «Marshmallow» назвали «сахарной» песней, ставшей смесью рок-н-ролла 1960-х годов и френч-попа. В 2013 году девушка появилась в одном из эпизодов развлекательной передачи «Счастливы вместе / Happy Together», где, описывая выступления прошлых лет, призналась в своей ненависти к сценической девчачьей одежде и модным прическам.
Дополнением к выпущенным в 2009 году альбомам стала запись двух саундтреков к телесериалам канала MBC «Удар любви» и «Королева Сондок». Кроме того IU приняла участие в записи альбомов таких артистов, как Mighty Mouth и Three Views. С ростом популярности певицу стали все чаще приглашать на развлекательные шоу, в число которых вошли «Звезда золотой звонок», «Шоколад Ким Чон Ын» и «Набросок Ю Хи Ёля». А исполнение акустических каверов на песни известных поп-групп Girls' Generation — «Gee», Super Junior — «Sorry, Sorry» и Big Bang — «Lies» способствовало росту числа поклонников. В конце 2009 IU впервые выступила в роли телеведущей, проведя еженедельное музыкальное шоу на канале Gom TV.

### 2010—2011: Рост популярности и актёрский дебют
3 июня 2010 года IU представила композицию «Nagging», записанную совместно с Им Сылоном. Сингл, дебютировавший двенадцатым в Gaon Digital Chart, сумел возглавить чарт спустя неделю. Поп-баллада «Naggin» была создана автором Kim Eana и композитором Ли Мин Со, а позднее выступила в качестве саундтрека ко второму сезону реалити-шоу «Молодожены». Композиция завоевала большую популярность, став победителем на музыкальных шоу Inkigayo и Music Bank.
Вскоре после успешной дуэтной работы IU выпустила саундтрек «Because I’m a Woman» к исторической драме «Трасса № 1», а позднее приняла участие в записи композиции «It’s You», вошедшей в альбом Сон Си Кёна — «The First».
Третий мини-альбом Real был представлен 9 декабря 2010. Спродюсированный Jo Yeong Cheol и Choi Gap Won Real дебютировал с четвёртой позиции в чарте Gaon. Авторами заглавного трека «Good Day» вновь выступили Kim Eana и Lee Min Soo, позднее ещё не раз принимавшие участие в создании альбомов IU.
Чтобы быть ближе к поклонникам, певица стала одной из постоянных участниц развлекательного шоу «Heroes» (в переводе с англ. — «Героини»), выходившего в эфир с 18 июля 2010 по 1 мая 2011. Параллельно с этим IU прошла кастинг на роль в драме «Dream High» (в переводе с англ. — «Одержимые мечтой»), съемки которой проходили в период с декабря 2010 по февраль 2011. Певица также выпустила сингл «Someday», ставший саундтреком к сериалу.
16 февраля 2011 девушка представила дополнение к альбому Real — Real+, включившее три новых композиции. Заглавный трек «Only I Didn’t Know» был написан Yoon Sang и Kim Eana. Баллада, которую сама IU описала как нечто «темное», «печальное» и «ностальгическое», была схожа с предыдущими работами певицы и наиболее соответствовала её личным музыкальным предпочтениям. Песня «Only I Didn’t Know» имела коммерческий успех, с момента релиза расположившись на первом месте чарта Gaon.

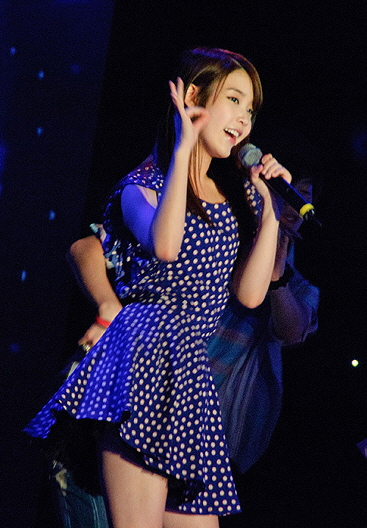
IU на Disney Channel и Disney Junior launching в Южной Корее 29 июня 2011.

10 марта 2011 девушка выступила на открытии первого сольного концерта британской певицы Корин Бэйли Рэй в Сеуле. Бэйли, являющаяся примером для IU, рассказала: «Невероятно, что несмотря на столь юный возраст, голос IU звучит так душевно». С марта 2011 по июль 2013 певица была ведущей музыкальной передачи «Inkigayo». Вместе с Ли Джуном и Но Мин У певица снялась в двух музыкальных клипах K.Will для его мини-альбома My Heart Beating. В мае 2011 IU записала первую песню своего собственного сочинения «Hold My Hand», впоследствии ставшую саундтреком к дораме «Нереальная любовь / The Greatest Love». Так как это была её первая попытка создания композиции не просто для себя, а по просьбе продюсеров драмы, певице потребовалось приложить усилия, чтобы песня соответствовала стилю сериала.
В период с мая по июль 2011 она принимала участие в шоу Kiss and Cry (в переводе с англ. — «Целуй и плачь»), представ в качестве звездного конкурсанта, катающегося на коньках. Параллельно IU появилась на передаче «Immortal Songs: Singing the Legend», но в связи с загруженным расписанием, она покинула шоу после записи одного эпизода. В одном из интервью девушка призналась, что пение, актёрская игра и развлекательная деятельность сложны одинаково, но появления в шоу выматывают её больше всего.
Второй полноформатный альбом Last Fantasy был представлен 29 ноября 2011 в двух версиях — обычной и в форме специальной книги историй. Korea JoongAng Daily описало Last Fantasy как альбом, подходящий для слушателей с любым музыкальным вкусом. А в Billboard отметили «кинематографическое ощущение» от альбома, тон которого задается уже с первым треком «Secret». Продюсером релиза выступил Jo Yeong Сheol, с которым IU уже работала над ранее выпущенным альбомом Real. Last Fantasy включил треки, записанные совместно с Yoon Sang, Lee Juck и Ra.D. Заглавная композиция «You and I» стала самым продаваемым синглом 2012 года. Не за долго до выпуска Last Fantasy IU подписала контракт с EMI Music Japan (в настоящее время часть Universal Music Japan) для продвижения своего творчества на японском рынке. 14 декабря 2011 певица представила свой первый японский мини-альбом I□U.

### 2012: Японский дебют и первый сольный концертный тур

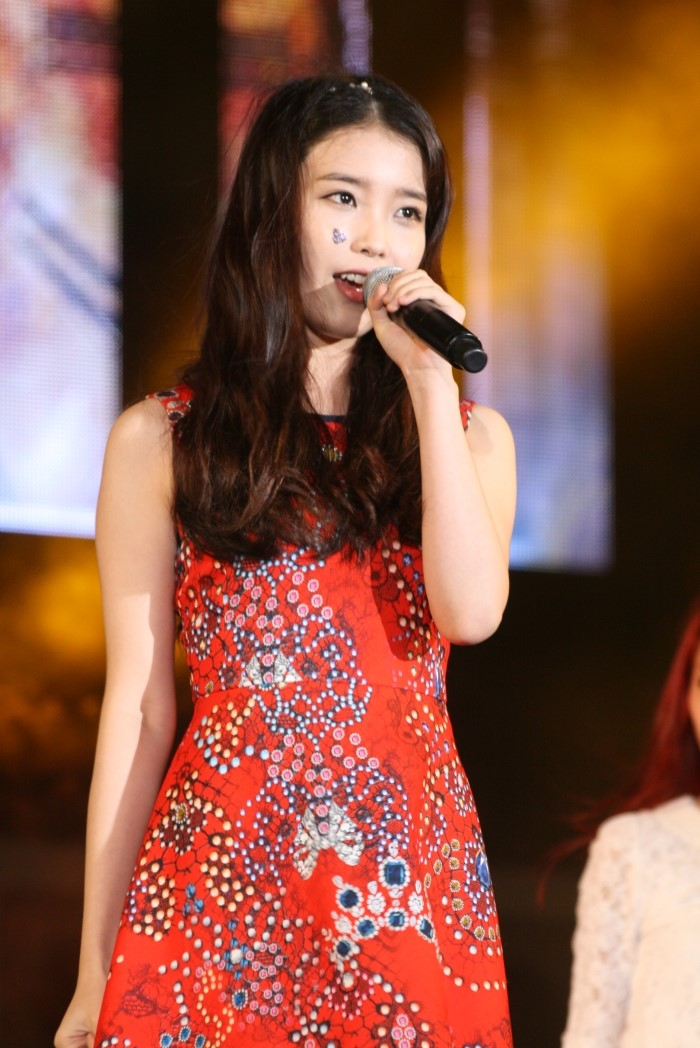
IU performing на Expo Pop Festival 3 июля, 2012.

Когда промоушен Last Fantasy в Корее подходил к концу, IU начала подготовку к дебюту в Японии. 24 января 2012 на сцене Bunkamura Orchard Hall в Сибуе, Токио, девушка выступала перед четырьмя тысячами поклонников. Она исполнила шесть песен, включая дебютный трек «Lost Child» и японскую версию «Good Day» в сопровождении живого оркестра и своей собственной акустической гитары. После выступления были переизданы сразу два сингла «Good Day» и «You and I», лирику для перевода на японский язык пришлось видоизменить. В поддержку своих японских релизов IU провела серию мини-концертов под названием «IU Friendship Showcase — Spring 2012» в пяти городах Японии: Токио, Саппоро, Нагое, Осаке и Фукуоке.
2 июня 2012 стартовал первый сольный концертный тур певицы «Real Fantasy». Девушка выступила в шести городах Южной Кореи, начав турне с двух шоу в Сеуле, а затем посетив Ульсан, Чонджу, Сувон, Пусан и Тэгу. 23 сентября IU вновь вернулась в Сеул с двумя завершающими концертами. Приглашенными гостями турне стали Ra.D, Им Сылон и Ли Сын Ги. Из-за подготовки к концертному туру певице пришлось отказаться от активного промоушена своего пятого мини-альбома Spring of a Twenty Year Old, представленного 11 мая 2012. Выпуск альбома, включившего заглавный трек «Peach» собственного сочинения, был приурочен к празднованию двадцатилетия девушки. Вместо 4-5 минутного музыкального клипа к альбому певица разместила 26 минутный документальный фильм, съемки которого проходили в Венеции и Бурано.
17 сентября 2012 IU вернулась в Японию с новой концертной программой под названием «IU Friendship Special Concert — Autumn 2012». Приглашенным гостем стала группа Sunny Hill.
29 декабря 2012 певица появилась в качестве ведущей на ежегодном музыкальном шоу SBS Gayo Daejeon. Её соведущими выступили Сюзи и актёр Чон Гю Ун.

### 2013: Актёрская деятельность и Modern Times

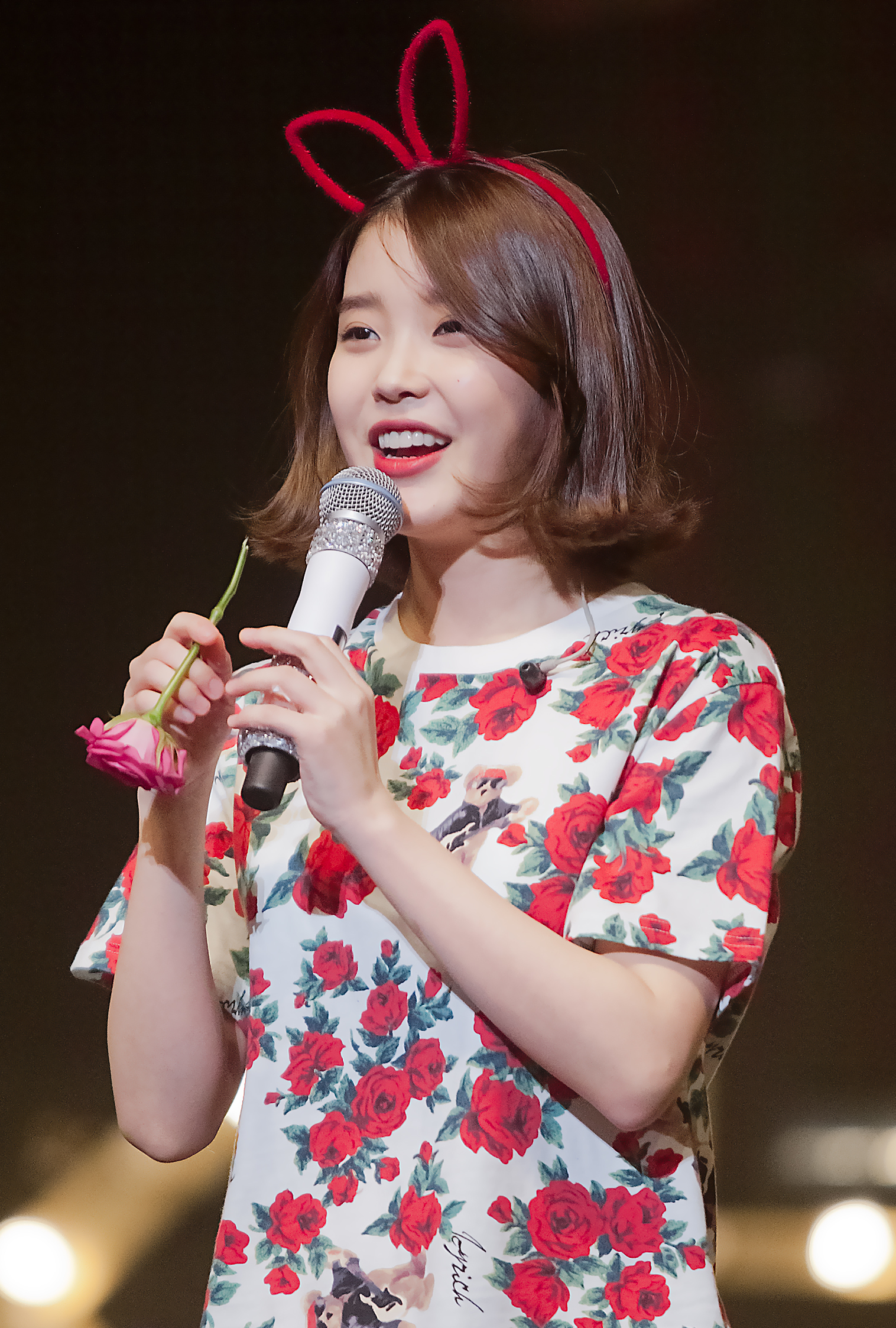
IU на концерте Modern Times в Пусане, on 1 декабря, 2013.

2013 год начался для IU с получения главной женской роли в телесериале «Lee Soon Shin is the Best» (в переводе с англ. — «Ты лучшая, Ли Сун Син!»). Семейная пятидесятисерийная драма выходила в эфир канала KBS2 с 9 марта по 25 августа. Партнером певицы по съемочной площадке стал актёр Чо Джонсок, с которым впоследствии был записан совместный саундтрек «Beautiful Song». В это же время IU представила второй японский мини-альбом Can You Hear Me?, состоящий из оригинальных японских, а не переизданных корейских композиций. Следующим японским синглом стал «Monday Afternoon», выпущенный 11 сентября.
8 октября 2013 IU вернулась на корейскую сцену с третьим полноформатным альбомом Modern Times. Релиз стал «большим шагом вперед от истоков молодёжного K-pop» и продемонстрировал «более зрелый и утонченный стиль», чем предыдущие работы певицы. Девушка приложила руку к созданию двух композиций из тринадцати включенных в альбом треков, стиль которых варьировался от свинга до джаза, босановы, латинской поп-музыки и народных жанров.
Во время второй недели промоушена Modern Times IU получила главную женскую роль в романтической комедии «Beautiful Man» (в переводе с англ. — «Великолепный мужчина»). Трансляция сериала проходила с 20 ноября 2013 по 9 января 2014 на канале KBS2. В поддержку промоушена Modern Times певица провела три сольных концерта: 23 и 24 ноября в Kyung Hee University’s Peace Hall в Сеуле и 1 декабря в KBS Hall в Пусане. Кроме того, в 2014 году IU представила Modern Times на шоу в Гонконге.
Переизданная версия Modern Times — Modern Times — Epilogue вышла в свет 20 декабря 2013, включив два дополнительных трека «Friday» и «Pastel Crayon». Изначально композиция собственного сочинения «Friday» должна была войти в Modern Times, но позднее было решено выпустить её в качестве заглавного трека переизданной версии альбома.

### 2014: A Flower Bookmark

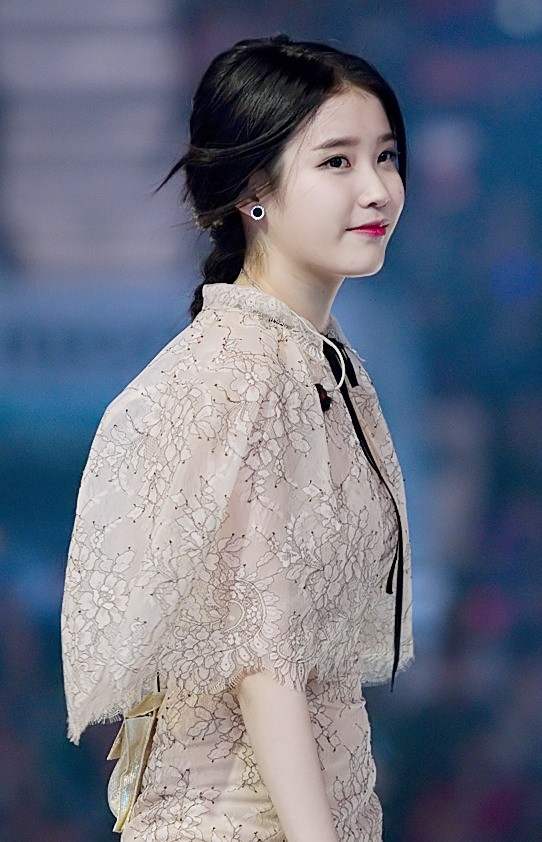
IU на церемонии Melon Music Awards

16 мая 2014 года IU представила свой шестой мини-альбом A Flower Bookmark, ставший первым официальным альбомом каверов. В него вошли семь композиций, созданных на основе песен 1980—1990х годов и включивших смесь музыкальных жанров: балладу, танцевальную музыку, фолк и рок. Релиз получил позитивные отзывы слушателей как и большинство ранее выпускаемых IU каверов.
С 22 мая по 1 июня в Sogang University’s Mary Hall певица провела серию мини-концертов для ограниченного числа слушателей. Во время выступлений IU впервые сыграла на клавишных и представила песни из альбома A Flower Bookmark в новой аранжировке. Приглашенными гостями стали Ким Джонхён (Kim Jong Hyun), Чон Ёнхва, Хван Кванхи, Ким Бомсу, Им Сылон, Чо Джонсок, Ха Донгён и группа Akdong Musician. Все средства, полученные от мероприятий, певица пожертвовала в фонд помощи пострадавшим во время трагедии на пароме Севоль.
Спустя два месяца после проведения сольных концертов IU дебютировала в США, приняв участие в музыкальном фестивале KCON в Лос-Анджелесе с 9 по 10 августа. Певица стала единственной девушкой, выступившей в первый день фестиваля. Она исполнила композиции «The Red Shoes», «You and I», «Friday» и «You Know». В интервью для Billboard IU призналась: «Я всегда нервничаю во время выступлений на международных шоу…Думаю, мне пора начать учить английский язык для следующего визита в США. Отсутствие возможности общаться с поклонниками очень удручает…».
В течение 2014 года певица успела записать сразу несколько композиций в сотрудничестве с другими артистами. Среди них: «Not Spring, Love, or Cherry Blossoms» — дебютный сингл группы High4; «Anxious Heart» — трек, записанный с Ulala Session ещё в 2012 году, но выпущенный спустя год, как дань уважения умершему главному вокалисту коллектива; «Sing for Me» — песня, вошедшая в восьмой полноформатный альбом группы god; «Sogyeokdong» — композиция, написанная Seo Taiji для его альбома Quiet Night и исполненная IU 2 октября; «When Would It Be» — трек, записанный с коллегой по лейблу Юн Хён Саном для его дебютного альбома Pianoforte.

### 2015—2016: The Producers,Infinite Challengeи Chat-Shire

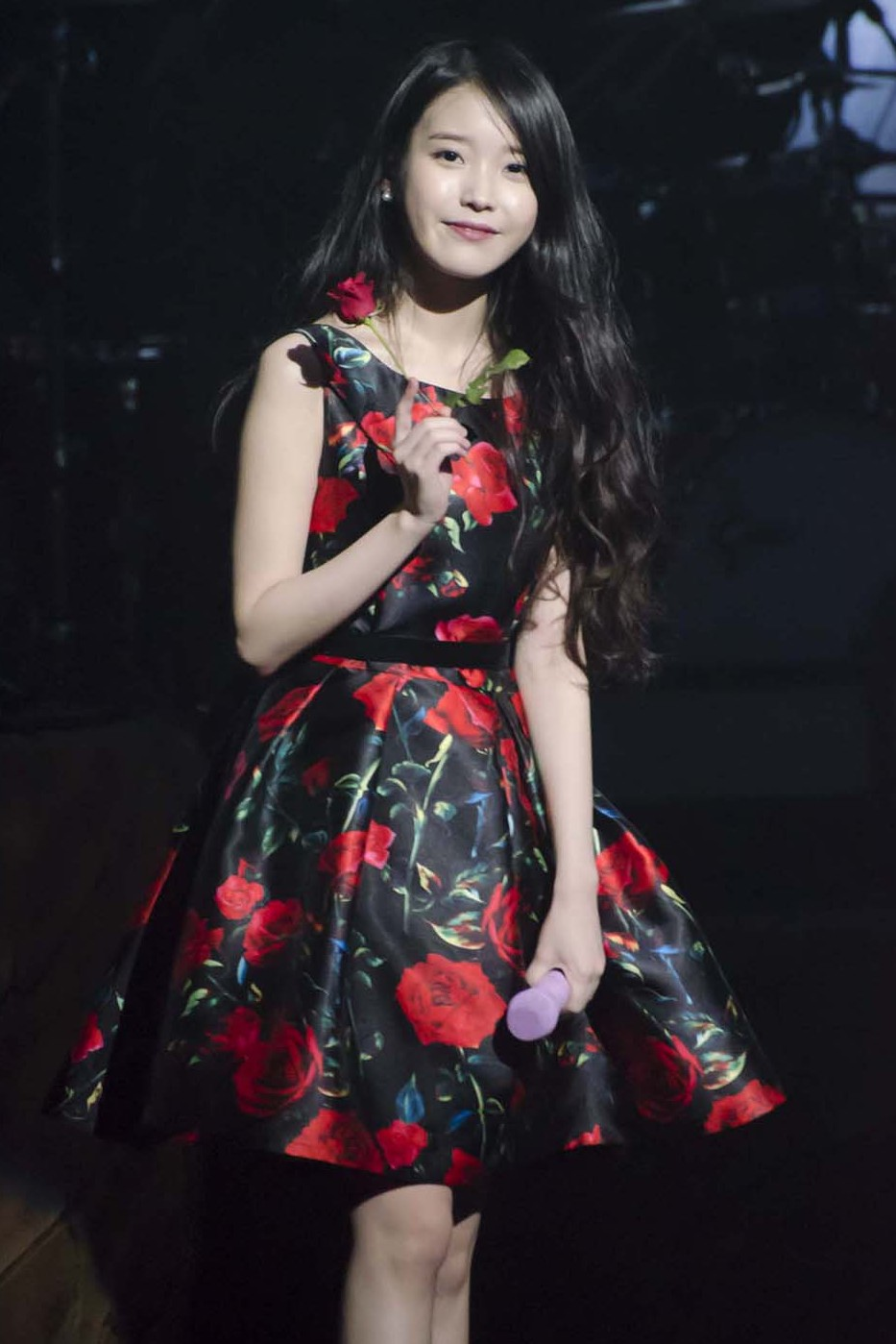
IU во время своего концерта Chat-Shire 29 ноября, 2015.

В 2015 году IU наряду с актёрами Ким Су Хёном, Чха Тэ Хёном и Гон Хё Джин вошла в актёрский состав новой драмы «Продюсер / Producer», завоевавшей статус одного из самых ожидаемых сериалов в Южной Корее. Во время съемок её персонаж исполнял две композиции «Twenty Three» и «Heart», позднее они были включены в новый альбом певицы Chat-Shire как бонусные треки. Благодаря «Продюсеру» увеличилось число поклонников IU в Китае, а сама певица смогла получить несколько предложений по участию в проектах китайских компаний.
После завершения съемочного процесса IU присоединилась к юбилейному выпуску шоу «Infinite Challenge» (в переводе с англ. — «Бесконечный вызов»), в рамках которого певцы-авторы песен должны были объединиться с шестью постоянным ведущими для участия в музыкальном фестивале. Девушка попала в пару с Пак Мён Су, и вдохновившись фильмом «Леон», они создали и исполнили песню «Leon».
Седьмой мини-альбом Chat-Shire был представлен 23 октября 2015 года, а в продажу на физическом носителе он поступил 27 октября. Лирика для всех семи треков и музыка для пяти из них были написаны самой певицей. Кроме того, IU вошла в число продюсеров альбома. Несмотря на положительные отзывы и высокие позиции в чартах, вокруг лирики трека «Zezé» возникли споры. 4 ноября корейский издатель рассказа «My Sweet Orange Tree», из которого IU черпала вдохновение для создания «Zezé», поднял вопрос о свободе интерпретации в корейской индустрии развлечений. Тем самым IU была обвинена в использовании образа Zeze, пятилетнего героя рассказа, в качестве «сексуального объекта». Спустя два дня певица сделала официальное заявление: «Я не хотела выставлять Zeze в качестве сексуального объекта… но я поняла, что многих моя лирика ввела в заблуждение, и за это я приношу свои извинения». 10 ноября издатель принес ответные извинения.
До выпуска Chat-Shire агентство сообщило, что вместо обычного продвижения альбома, IU проведет национальное турне с ноября по декабрь 2015. В самом разгаре концертного тура девушка параллельно успевала заниматься промоушеном в Гонконге, Китае и Тайване. 11 декабря 2015 IU выпустила альбом Smash Hits для тайваньской аудитории. В конце 2015 года девушка стала ведущей ежегодного музыкального фестиваля «Gayo Daejeon».
В сентябре 2016 года IU вернулась с новой главной ролью в исторической дораме «Лунные влюбленные — Алые сердца: Корё». В октябре 2015 Dispatch опубликовали новость об отношениях IU и певца-автора песен Чан Ки Ха. Впервые они встретились на конце 2013 года, когда певица стала гостем радиошоу Чана. 23 января 2017 агентства обоих артистов подтвердили, что певцы решили расстаться после трехлетних отношений.

### 2017—2018:Palette,A Flower Bookmark 2иMy Mister
IU выпустила свой четвёртый студийный альбом, Palette 21 апреля 2017 года, выступала в качестве основного лирика и продюсера. Три сингла с альбома были выпущены ранее; ведущий сингл «Palette» с участием G-Dragon из Big Bang, а также два предварительных трека «Through the Night» и «Can’t Love You Anymore». Palette дебютировал на вершине Billboard World Albums chart (первый для певицы) и возглавил местные чарты как в продажах альбомов, так и в загрузках.

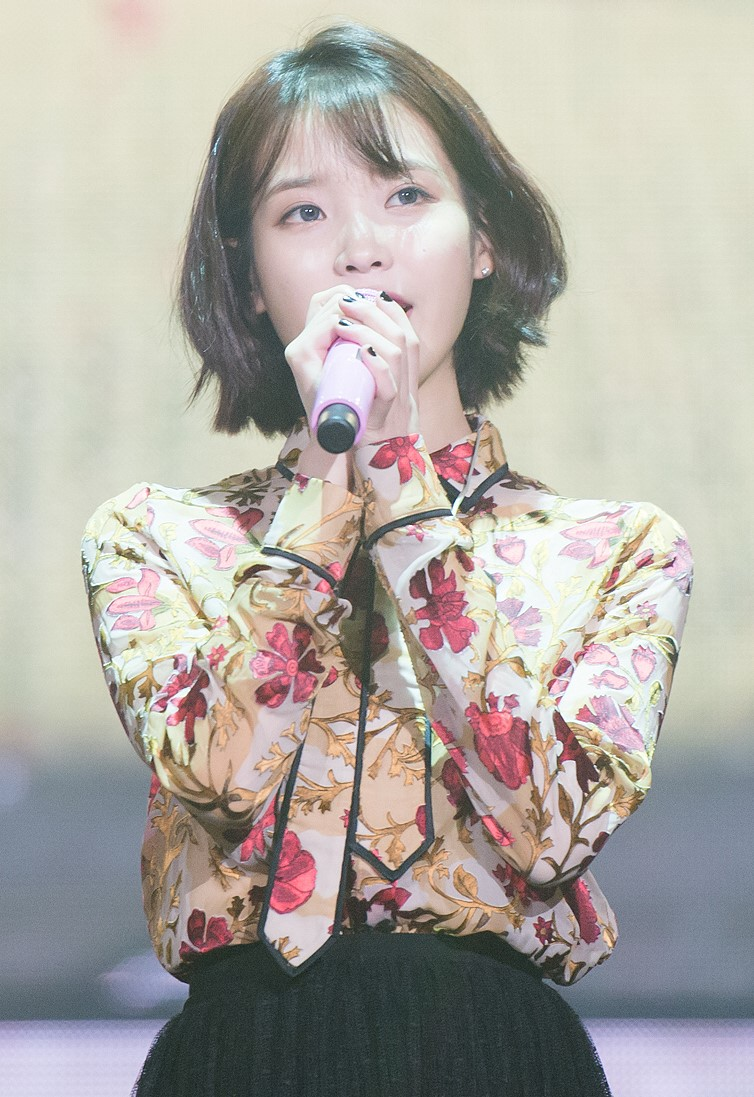
IU на концерте 24 Steps — One, Two, Three, Four 3 декабря, 2016.

Billboard подчеркнул и дополнил более сильный творческий контроль IU над альбомом, заявив, что он успешно позволил слушателям узнать больше о ней и в конечном итоге проложил путь к большему успеху как в Корее, так и на международном уровне. Palette имел коммерческий успех, и все три сингла с альбома достигли вершины цифрового чарта Gaon, с основным синглом «Palette» проводит в общей сложности две недели под номером 1. Тем не менее, это был её первый пред-релиз трек, «Through the Night», который стал самым продаваемым треком с альбома, а также её самым продаваемым синглом 2017 года.
Palette получил критически признание критиков и множество наград, в том числе «Лучший поп-альбом» на 15-й корейской музыкальной премии, «Альбом года» на Melon Music Awards, и «Запись года (альбом)» на 27-й Seoul Music Awards; сама IU была удостоена лучшей женщины-исполнителя на Mnet Asian Music Awards. Альбом также получил награду «Лучший автор песен» на Melon Music Awards, награды «Лирик года» на 7-й Gaon Chart Music Awards и «Продюсер года» для себя и своей команды. IU также получила премию «Песня года» на 32-й Golden Disc Awards за её хит «Through the Night».

22 сентября 2017 года IU выпустила свой второй кавер-альбом, A Flower Bookmark 2. Как и его предшественник, альбом содержал версии треков, выпущенных с 1960-х до начала 2000-х годов со смесью таких жанров, как фолк, ретро, баллада и ню-диско. До выхода альбома, сингл под названием «Autumn Morning» был выпущен без предварительного уведомления 18 сентября, чтобы отметить девятую годовщину певицы. Он возглавил все семь местных музыкальных чартов после выпуска. Изначально альбом должен был включать трек Ким Кван Сока «With the Heart to Forget You», однако из-за недавних событий, связанных с семьей певца, было решено, что трек будет удален из уважения к продолжающимся расследованиям. Позже она отправилась в турне по различным городам вокруг Кореи, а также Гонконга с ноября по декабрь 2017 года для продвижения альбома. IU также участвовала в заглавной песне «Love Story» девятого альбома Epik High, We’ve Done Something Wonderful, который был выпущен 23 октября 2017 года. Песня достигла «Perfect All-Kill», возглавляя ежедневные и реальные чарты всех 6 основных корейских музыкальных сайтов. Институт Гэллапа Корея оценил её самым популярным K-pop артистом 2017 года (ранее она возглавляла рейтинг в 2014 году), а также самым популярным K-pop айдолом года.

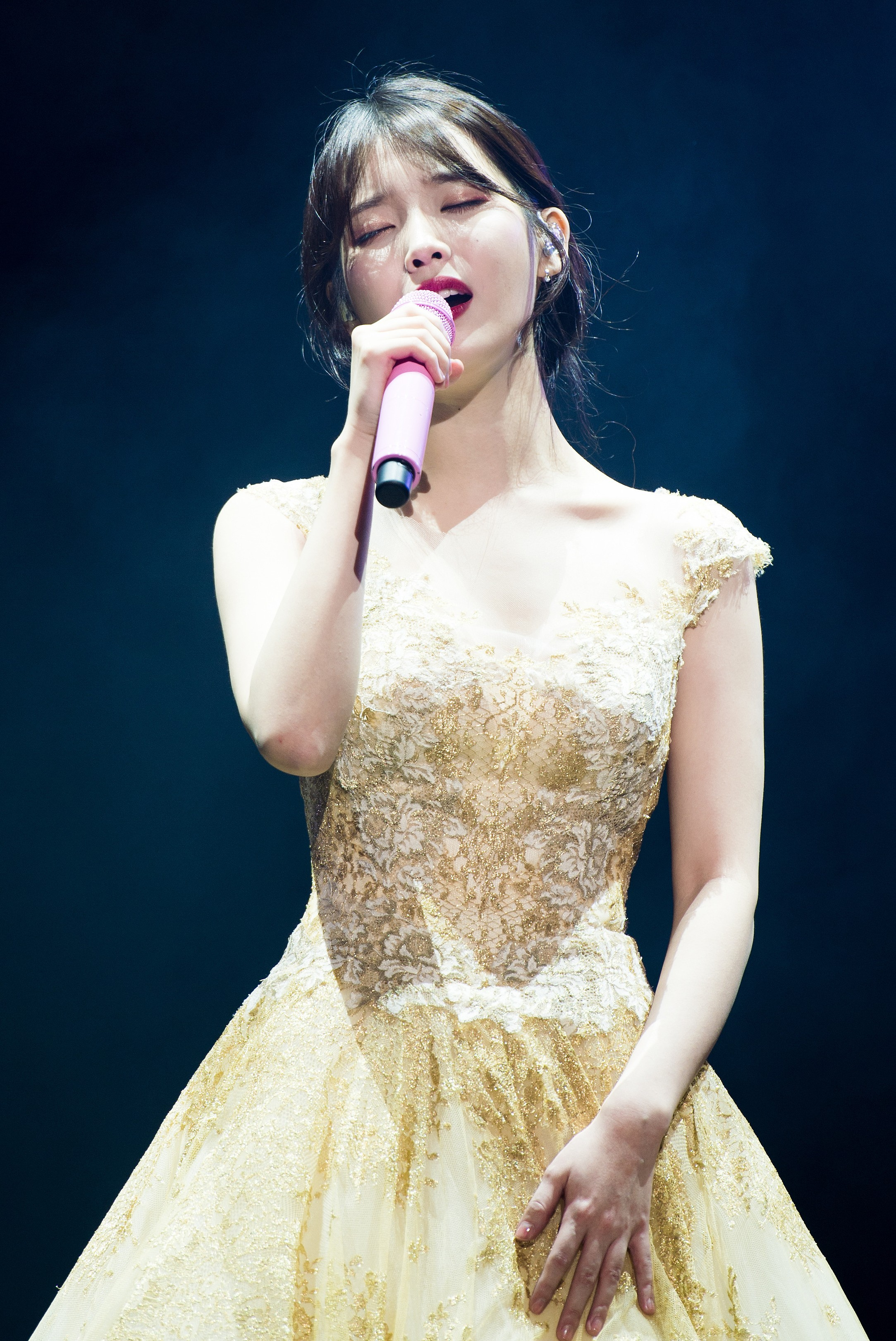
IU на своём концерте Palette в Сеуле, 10 декабря, 2017.

В марте 2018 года IU появилась в сериале «Мой аджосси», сыграв персонажа Ли Джиан. Сериал пользовался успехом и у критиков, и у зрителей с пиковыми рейтингами аудитории 7,3 %, что сделало его одним из самых рейтинговых корейских дорам в истории кабельного телевидения и сопровождался положительными отзывами за актёрскую игру IU. Затем IU участвовала в песне Зико «Soulmate», которая была выпущена 23 июля. После релиза сингл возглавил дневные и реальные чарты всех 6 крупнейших корейских музыкальных сайтов и занял первое место в цифровом чарте Gaon.
Чтобы отметить свою десятую годовщину дебюта, IU выпустила сингл под названием «Bbibbi» в октябре 2018 года. Музыкальное видео было выпущено вместе с синглом 10 октября. На следующий день Kakao M подтвердил, что «Bbibbi» превзошел один миллион уникальных слушателей на крупнейшем музыкальном сайте Кореи Melon через 16 часов после выпуска. Они заявили, что к 23 часам она уже побила предыдущий 24-часовой уникальный рекорд слушателя, установленный её дуэтом «Leon» с Пак Мен Су в 2015 году. «Bbibbi» собрал в общей сложности 1 462 625 уникальных слушателей в первые 24 часа своего выпуска. Сингл занял первое место в цифровом чарте Gaon и пятое место в чарте Billboard World Digital Songs. Сингл также попал на 4 строчку в списке Billboard «The 20 Best K-pop Songs of 2018». IU начала свой первый азиатский тур, IU 10th Anniversary Tour Concert, 28 октября 2018 года. Два месяца спустя, IU поучаствовала в песне «Fairytale» Ким Дон Рюля, которая достигла пика на четвёртом месте в цифровом графике Gaon.

### 2019:«Персона»,«Hotel Del Luna»иLove Poem
11 апреля 2019 года IU дебютировала в телесерии-антологий от Netflix «Персона». Она изображала различных персонажей в каждом из четырёх короткометражных фильмов, которые были написаны и направлены критиками режиссёров Ли Кен Ми, Им Пил Сон, Чон Го Вун и Ким Чен Кван. Летом IU снялась в фантастической мистической дораме «Отель дель Луна», написанной сестрами Хон. Дорама имела коммерческий успех, записывая самые высокие рейтинги в своем временном интервале на протяжении всего её запуска и стала самой рейтинговой дорамой tvN в 2019 году.

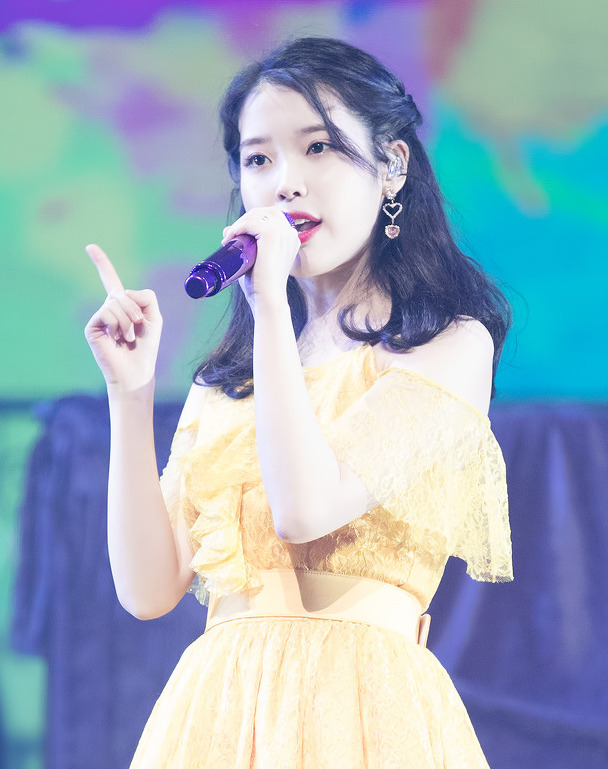
IU в январе 2019 года

IU должна была выпустить свой девятый мини-альбом Love Poem 1 ноября. Однако она решила отложить релиз альбома до 18 ноября, из-за смерти Солли. Одноимённый ведущий сингл был выпущен, как и планировалось, и быстро добился «All-kill». Сингл занял первое место в цифровой диаграмме Gaon, и девятое — в мировой цифровой диаграмме Billboard. 2 ноября 2019 года IU начала свой второй азиатский тур «Love Poem». Почти 90 000 поклонников посетили её двухмесячный тур, в ходе которого она посетила 10 городов, 25 ноября Billboard опубликовал свой список «100 величайших K-pop песен 2010-х годов», песня «Good Day» из альбома IU Real заняла первое место.

### 2020
3 января 2020 года было объявлено, что IU снимется в фильме «Мечта» вместе с Пак Со Джуном. Фильм расскажет про людей, участвующих в Чемпионате мира по футболу среди бездомных.
IU приняла участие в записи песни «Give You My Heart» для хитовой романтической дорамы «Аварийная посадка любви». Песня вышла 15 февраля и возглавила музыкальные чарты Melon, Genie, Bugs и Soribada менее чем через три часа после своего выхода.
6 мая 2020 года IU выпустила сингл «Eight», участие в котором принял Шуга из BTS. Он также спродюсировал эту песню.
19 июня 2020 года состоялся релиз песни «Into the I-LAND», которую исполнила IU в качестве OST для реалити-шоу «I-Land».
Во второй половине 2020 года певица объявила, что работает над новым альбомом, который будет выпущен в 2021 году.
В 2021 году вышел новый альбом «Lilac», с одноимённым заглавным треком «Lilac» с которым впервые за 4 года выступила на разных шоу.
29 декабря 2021 года состоялся релиз альбома с ранее неизданными песнями под названием «Pieces (조각집)». Все песни являются произведениями собственного сочинения IU, в которых она является автором музыки, текста и аранжировки.

## Личная жизнь
8 октября 2015 года Чан Ки Ха и IU заявили, что состоят в романтических отношениях с 2013 года. Они расстались в январе 2017 года, но остались в хороших отношениях как друзья.
31 декабря 2022 Агентство, EDAM Entertainment, подтвердило информацию о том, что актёр Ли Чон Сок и IU состоят в отношениях примерно с августа того же года.

## Дискография
| Корейские альбомы Студийные альбомы Growing Up (2009) Last Fantasy (2011) Modern Times (2013) Palette (2017) Lilac (2021) Мини-альбомы Lost and Found (2008) IU…IM (2009) Real (2010) A Flower Bookmark (2014) Chat-Shire (2015) A Flower Bookmark 2 (2017) Love Poem (2019) Pieces (2021) | - I□U (2011) - Can You Hear Me? (2013) |  |

## Фильмография

### Фильмы
| Год  | Название         | Роль                | Примечания          | Ссылки |
| ---- | ---------------- | ------------------- | ------------------- | ------ |
| 2012 | Шевели ластами 2 | Элла (голос)        | Корейский дубляж    | [ 74 ] |
| 2017 | Реальность       | Проводник церемонии | В роли самой себя   | [ 75 ] |
| 2019 | Оттенки Сердца   | Миён                | второстепенная роль | [ 76 ] |
| 2022 | Посредники       | Соён                | главная роль        | [ 77 ] |

### Телесериалы
| Год  | Название                             | Роль                 | Телеканал | Примечания       | Ссылки |
| ---- | ------------------------------------ | -------------------- | --------- | ---------------- | ------ |
| 2011 | Одержимые Мечтой                     | Ким Пхильсук         | KBS2      | Главная роль     | [ 78 ] |
| 2011 | Добро пожаловать на Шоу!             | В роли самой себя    | SBS       | Камео (эпизод 1) | [ 79 ] |
| 2012 | Одерждимые Мечтой 2                  | Ким Пхильсук         | KBS2      | Камео (эпизод 1) | [ 80 ] |
| 2012 | Гуру Саламандра и теневая операция   | Карманник Цзюнь      | SBS       | Камео (эпизод 6) | [ 81 ] |
| 2013 | Ты Лучшая Ли Сунши!                  | Ли Сунши             | KBS2      | Ведущая роль     | [ 82 ] |
| 2013 | Красавчик                            | Ким Бо Тон           | KBS2      | Ведущая роль     | [ 83 ] |
| 2015 | Продюсеры                            | Синди                | KBS2      | Главная роль     | [ 84 ] |
| 2016 | Лунные Влюблённые: Алые Сердца: Корё | Го Хаджин / Хэсу     | SBS       | Ведущая роль     | [ 85 ] |
| 2018 | Мой Аджосси                          | Ли Джиан             | tvN       | Ведущая роль     | [ 86 ] |
| 2019 | Персона                              | Разная роль          | Netflix   | Ведущая роль     | [ 87 ] |
| 2019 | Отель дель Луна                      | Чан Манволь          | tvN       | Ведущая роль     | [ 88 ] |
| 2025 | Когда жизнь даёт тебе мандарины      | О Э Сун / Ян Гым Мён | Netflix   | Главная роль     | [ 89 ] |

## Концерты
| Год       | Название                                                 | Регион           | Шоу | Ссылки         |
| --------- | -------------------------------------------------------- | ---------------- | --- | -------------- |
| 2012      | IU Japan Premium Special Live                            | Япония           | 2   | [ 90 ]         |
| 2012      | IU Friendship Showcase — Spring 2012                     | Япония           | 5   | [ 91 ]         |
| 2012      | Real Fantasy                                             | Республика Корея | 13  | [ 92 ]         |
| 2012      | IU Friendship Special Concert — Autumn 2012              | Япония           | 1   | [ 93 ]         |
| 2013      | Modern Times                                             | Республика Корея | 3   | [ 94 ]         |
| 2014      | Modern Times Showcase In Hong Kong                       | Гонконг          | 1   | [ 95 ]         |
| 2014      | Just One Step… That Much More                            | Южная Корея      | 8   | [ 96 ]         |
| 2015      | Chat-Shire                                               | Республика Корея | 7   | [ 97 ]         |
| 2015—2016 | I&U                                                      | Гонконг          | 1   | [ 98 ]         |
| 2015—2016 | I&U                                                      | Китай            | 2   | [ 99 ] [ 100 ] |
| 2015—2016 | I&U                                                      | Тайвань          | 1   | [ 101 ]        |
| 2016      | IU Good Day China Tour                                   | Китай            | 7   | [ 102 ]        |
| 2016      | 24 Steps: One, Two, Three, Four                          | Республика Корея | 2   | [ 103 ]        |
| 2016      | IU Concert 24 Steps In Hong Kong                         | Гонконг          | 1   | [ 104 ]        |
| 2017      | IU Concert 24 Steps In Taipei                            | Тайвань          | 1   | [ 105 ]        |
| 2017      | IU 2017 Tour Concert〈Palette〉                          | Республика Корея | 5   | [ 106 ]        |
| 2017      | IU 2017 Tour Concert〈Palette〉                          | Гонконг          | 1   | [ 106 ]        |
| 2018—2019 | 2018 IU 10th Anniversary Tour Concert 〈이지금 dlwlrma〉 | Республика Корея | 5   | [ 107 ]        |
| 2018—2019 | 2018 IU 10th Anniversary Tour Concert 〈이지금 dlwlrma〉 | Гонконг          | 1   | [ 107 ]        |
| 2018—2019 | 2018 IU 10th Anniversary Tour Concert 〈이지금 dlwlrma〉 | Сингапур         | 1   | [ 107 ]        |
| 2018—2019 | 2018 IU 10th Anniversary Tour Concert 〈이지금 dlwlrma〉 | Таиланд          | 1   | [ 107 ]        |
| 2018—2019 | 2018 IU 10th Anniversary Tour Concert 〈이지금 dlwlrma〉 | Тайвань          | 2   | [ 107 ]        |

## Награды и номинации
С момента своего дебюта в 2008 году IU получила более 70 побед, и более 190 номинаций. Она выиграла одиннадцать наград Melon Music Awards, пять премий на Mnet Asian Music Awards, пять премий Seoul Music Awards, пять корейских музыкальных премий и три премии Golden Disk Awards. Певица также получила несколько наград за свою работу в качестве актрисы, получив звание «Лучшая новая актриса» на KBS Drama Awards 2014 за её роль в фильме «Ты лучшая, Ли Сун-Шин».
IU получила пять наград Дэсан, также известных как главные премии, от различных премий. Это включает в себя три награды Дэсан от Melon Music Awards. Награды Дэсан являются наиболее значимыми наградами в музыкальной индустрии Кореи. В 2012 году IU была определена как один из самых влиятельных людей в Южной Корее в списке знаменитостей Forbes Korea Power, и с тех пор упоминалась пять раз. Кроме того, IU была удостоена награды Pop Culture & Arts Awards 2015, проводимой Министерством культуры, спорта и туризма Кореи, и была отмечена за её влияние и успех в музыкальной индустрии.
В 2020 году Айю была названа «Женщиной 2020 года» по версии издания GQ.